# Grijze havik
De grijze havik (Tachyspiza novaehollandiae) is een roofvogel uit de familie van de havikachtigen (Accipitridae). 

## Kenmerken
De vogel heeft een grijze kop en bovenlichaam, een witte onderkant en donkere vleugeltoppen. De iris van de ogen is geel tot oranje. In combinatie met de witte wenkbrauwstrepen geeft dat de havik een indrukwekkende priemende blik. Hij wordt ongeveer 40 tot 55 cm groot, met een vleugelspanwijdte van 70 tot 110 cm en een gewicht van 1 tot 1,5 kg. 

## Leefwijze
De grijze havik is een snelle en vooral wendbare vlieger. Het vrouwtje is aanzienlijk groter dan het mannetje en jaagt dan ook op grotere prooidieren, zoals konijnen, opossums, vleermuizen, reptielen, insecten en soms ook vogels. In de tijd dat de jongen worden grootgebracht heeft dat als voordeel dat de partners elkaar niet beconcurreren binnen het gemeenschappelijke jachtgebied.

## Voortplanting
Paartjes worden gemaakt voor het leven. Ze maken hun nest in hoge bomen dat ze van takken en groene bladeren bouwen. Daarin worden 2 tot 3 eieren gelegd die 35 dagen worden uitgebroed. De jongen kunnen na 40 dagen uitvliegen. Vrouwtjes broeden terwijl de mannetjes voor het voedsel zorgen. 

## Verspreiding en leefgebied
De grijze havik leeft in het noorden, het oosten en het zuidoosten van Australië en in Tasmanië. In het westen van Australië is hij zelden te zien. 

## Status
De grootte van de populatie is in 2001 geschat op maximaal 10 duizend vogels. Op de Rode lijst van de IUCN heeft deze soort de status niet bedreigd.